# Necrofagia

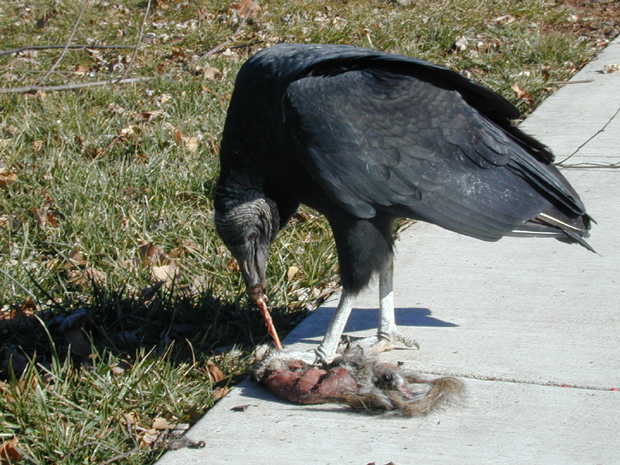
Un buitre comiendo carroña

La necrofagia (del griego νεκρο-, 'cadáver', y φαγία, 'acción de comer') es el acto de comer la carne de un cadáver. A quien practica la necrofagia se le conoce como necrófago (del griego νεκροφάγος, 'quien se alimenta de cadáveres').

## Biología
Los animales que se alimentan parcial o completamente de otros animales muertos se llaman necrófagos o carroñeros. Los ejemplos más conocidos son las hienas, los buitres, los tigres, los leones, los cocodrilos, etc., aunque también los humanos pueden entrar en la categoría con el consumo de carne, así como numerosos insectos como algunas especies de avispas, moscas y escarabajos.
Respecto a la carroña en la misma especie, se refiere a ella como antropofagia ("antropos": humano; "phagos": comer) en el caso de los humanos, o canibalismo en el caso de los animales.

## Necrofagia en la sociedad
La necrofagia es un tabú en la mayor parte de las sociedades. Los humanos que comen animales muertos que fueron matados con la finalidad de ser comidos no son considerados necrófagos debido a que dicha palabra tiene una connotación muy negativa, pero en sí un necrófago es aquel que come cadáveres, pues la sociedad humana que se dedica a comer carne no caza su alimento, lo compran muerto.
Los aghori son una secta hindú que vivían en cementerios. Según una fuente persa, y en el siglo XIX, los británicos los consideraban necrófagos.
Han existido muchos casos de carroñería de cuerpos humanos (canibalismo) en la historia, sobre todo en tiempos de guerra, como método de supervivencia.